# Porsanger
Porsanger (en sami septentrional: Porsáŋgu, en kven: Porsanki) es un municipio de la provincia de Finnmark en Noruega. Tiene una población de 3925 habitantes según el censo de 2015 y su centro administrativo es el pueblo de Lakselv. Otros pueblos del municipio son Børselv, Brenna, Indre Billefjord, Kistrand, Olderfjord y Skoganvarre.

## Información general
El municipio se fundó el 1 de enero de 1838, en ese entonces su nombre era Kistrand, hasta que en 1964 se cambió a Porsanger. El 1 de enero de 1851, la parte sur de Kistrand se separó para formar el municipio de Kautokeino. Lo mismo sucedió en 1861, para formar el municipio de Nordkapp y en 1866 para formar el municipio de Karasjok.

### Nombre
El nombre del municipio era Kistrand, en 1964 después de la construcción de la iglesia de Kistrand, el nombre se cambió a Porsanger, que viene del fiordo de Porsangen. El nombre en nórdico antiguo era Porsangr, pors es probablemente el nombre de la planta finnmarkspors (Rhododendron tomentosum), y angr significa fiordo. Desde 2004, el municipio cuenta con tres nombres oficiales Porsanger, Porsáŋgu, y Porsanki ya que tiene tres idiomas oficiales, el noruego, el sami del norte y el kven.

### Escudo de armas
El escudo de armas se les concedió el 16 de junio de 1967. Porsanger es uno de los municipios más grandes de Noruega que no dependen económicamente de la pesca. En cambio los habitantes se dedicaban tradicionalmente al ganado de renos, que aún sigue siendo una importante fuente de ingresos. Es por eso que el escudo muestra tres renos de plata saltando sobre un fondo rojo.